# ژانگ جینگچو
ژانگ جینگچو (به انگلیسی: Zhang Jingchu) (زاده ۲ فوریه ۱۹۸۰) بازیگر چینی است.
از فیلم‌های معروف او می‌توان به بازی در فیلم مأموریت غیرممکن ۵ و ماجراجویان اشاره کرد.